# Катастрофа A320 в Сан-Паулу
Катастрофа A320 в Сан-Паулу — крупная авиационная катастрофа, произошедшая во вторник 17 июля 2007 года. Авиалайнер Airbus A320-233 авиакомпании TAM Airlines выполнял внутренний рейс JJ3054 по маршруту Порту-Алегри—Сан-Паулу, но, приземлившись на скользкую от дождя взлётную полосу аэропорта Сан-Паулу, выкатился за её пределы и врезался в расположенные рядом с ней здания. В катастрофе погибли 199 человек — все находившиеся на борту самолёта 187 человек (181 пассажир и 6 членов экипажа) и 12 человек на земле.
Это крупнейшая (по количеству погибших) авиакатастрофа в истории Южной и Латинской Америки, а также в истории гражданской авиации Бразилии.

## Самолёт

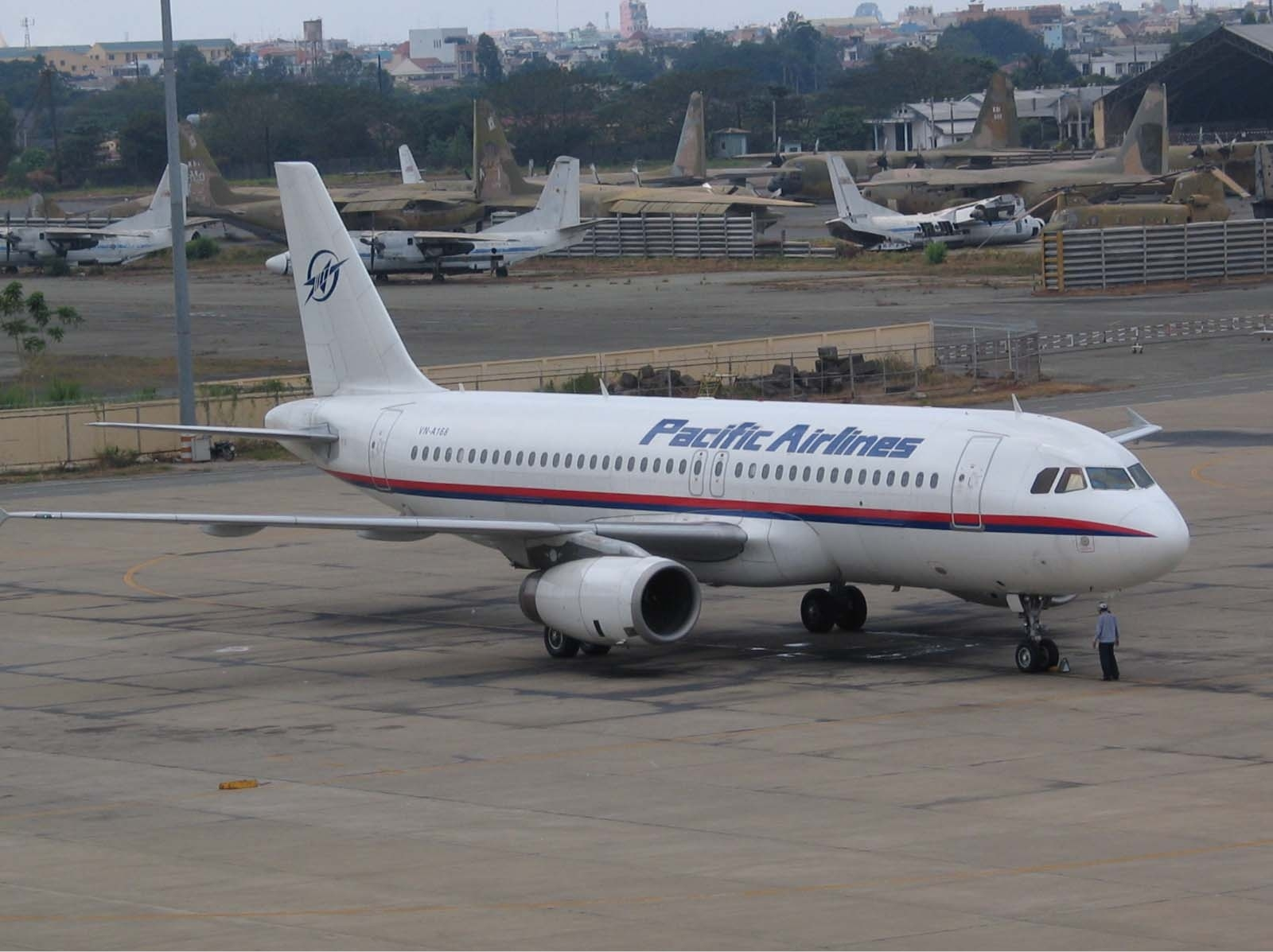
Разбившийся самолёт в 2004 году (в период эксплуатации в Pacific Airlines)

Airbus A320-233 (регистрационный номер PR-MBK, серийный 789) был выпущен в 1998 году (первый полёт совершил 13 февраля под тестовым б/н F-WWDT). Оснащён двумя двухконтурными турбовентиляторными двигателями International Aero Engines V2527-A5. Эксплуатировался авиакомпаниями:
- TACA (с 25 марта 1998 года по 3 декабря 2003 года, борт N454TA),
- Pacific Airlines (с 3 декабря 2003 года по 1 января 2007 года, борт VN-A168).

1 января 2007 года был куплен авиакомпанией TAM Airlines и получил бортовой номер PR-MBK. На день катастрофы 9-летний авиалайнер совершил свыше 9300 циклов «взлёт-посадка» и налетал свыше 20 000 часов.

## Экипаж и пассажиры
Самолётом управлял очень опытный экипаж, состав которого был таким:
- Командир воздушного судна (КВС) — 53-летний Энрике Стефанини Ди Сакко (порт. Henrique Stefanini Di Sacco). Очень опытный пилот, проработал в авиакомпании TAM Airlines 31 год и 7 месяцев (со 2 декабря 1975 года). Налетал 13 654 часа, 2236 из них на Airbus A320.
- Второй пилот — 54-летний Клейбер Агиар Лима (порт. Kleyber Aguiar Lima). Очень опытный пилот, проработал в авиакомпании TAM Airlines 32 года и 7 месяцев (с 11 декабря 1974 года). Налетал свыше 14 760 часов, 237 из них на Airbus A320[* 1].

В салоне самолёта работали четыре стюардессы:
- Кассия Негретту (порт. Cassia Negretto),
- Даниэла Бахдур (порт. Daniela Bahdur),
- Мишель Лейте (порт. Michelle Leite),
- Рената Гонсалвеш (порт. Renata Gonçalves).

| Гражданство | Пассажиры | Экипаж | Всего |
| ----------- | --------- | ------ | ----- |
| Бразилия    | 171       | 6      | 177   |
| Франция     | 2         | 0      | 2     |
| Аргентина   | 2         | 0      | 2     |
| Португалия  | 1         | 0      | 1     |
| США         | 1         | 0      | 1     |
| ЮАР         | 3         | 0      | 3     |
| Перу        | 1         | 0      | 1     |
| Всего       | 181       | 6      | 187   |

Всего на борту самолёта находились 187 человек — 6 членов экипажа и 181 пассажир.

## Катастрофа

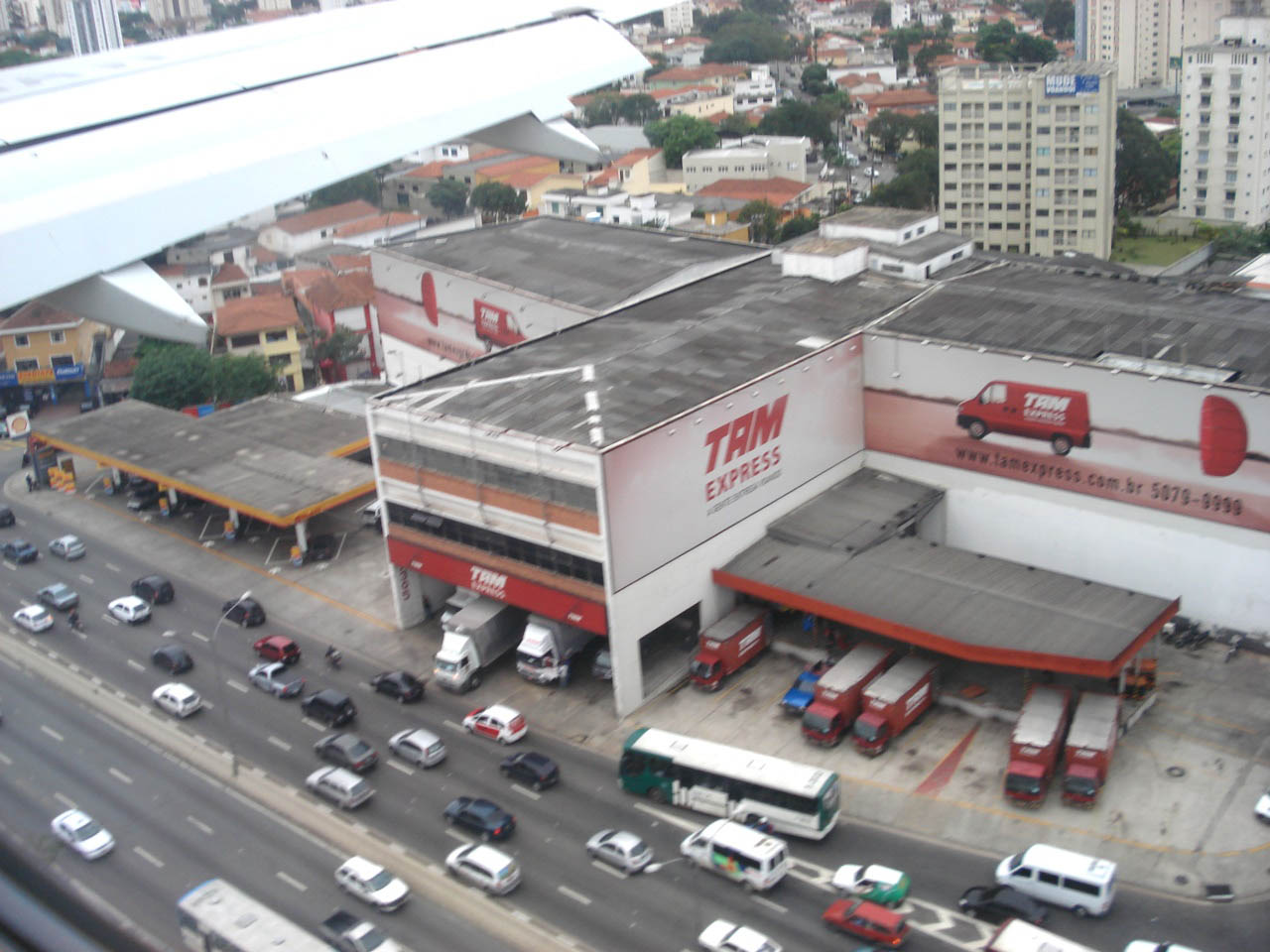
Место катастрофы (16 февраля 2007 года)

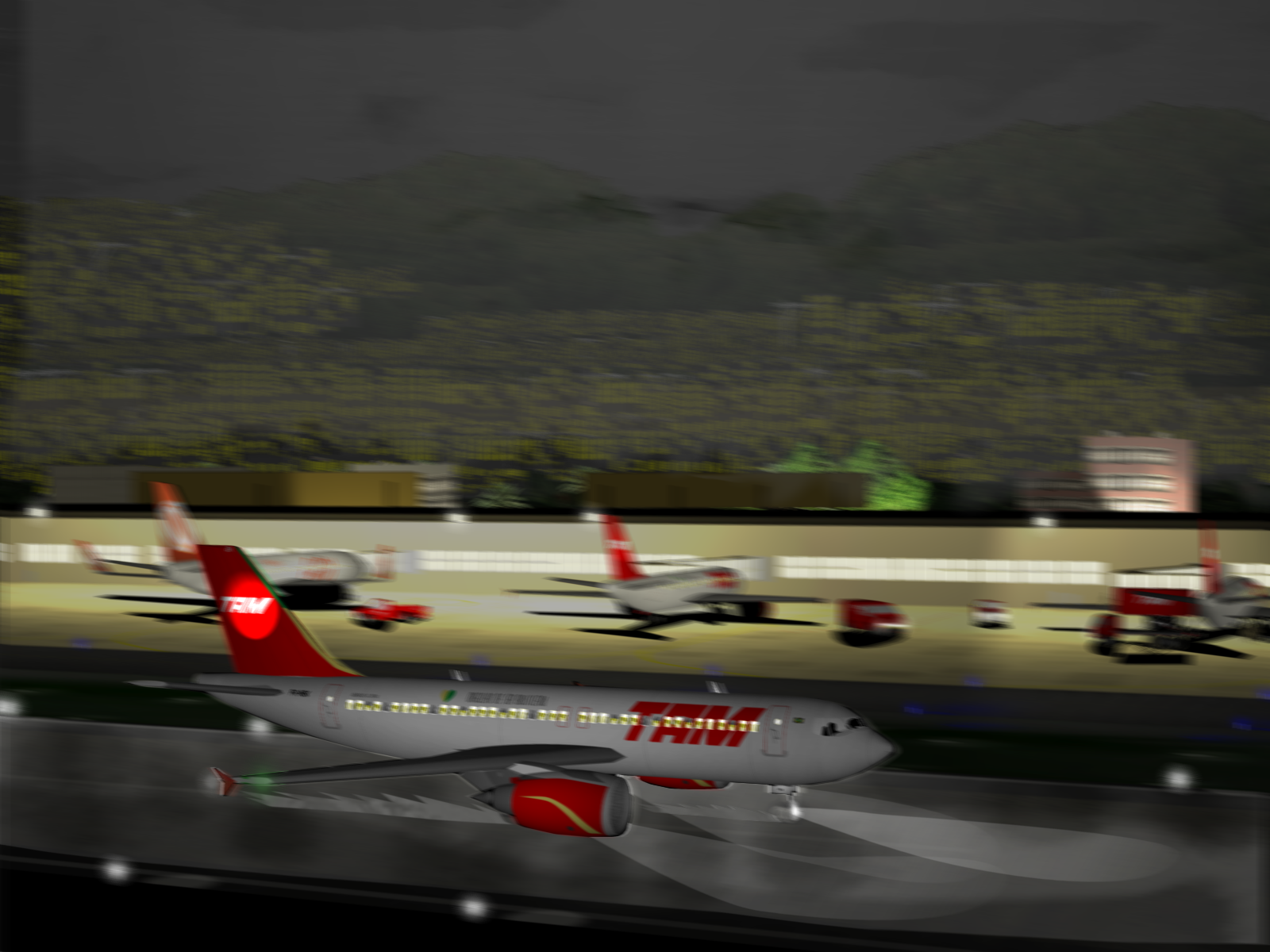
Рейс JJ3054 несётся по мокрой ВПП (компьютерная реконструкция)

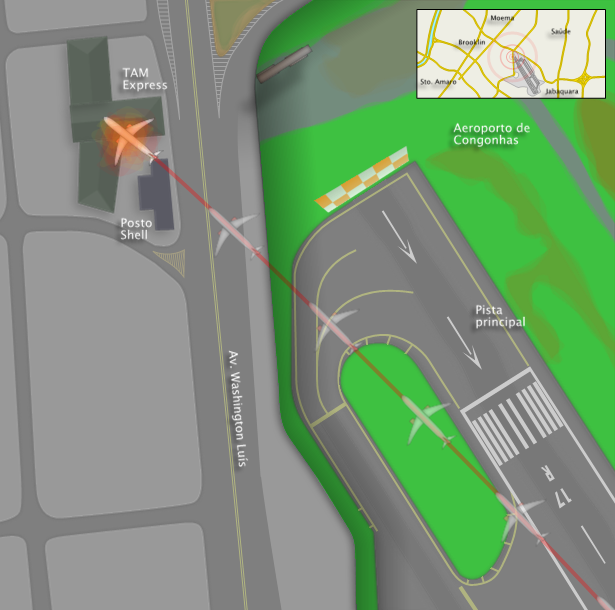
Траектория последних секунд полёта рейса JJ3054

Рейс JJ3054 вылетел из Порту-Алегри в 17:19 BRST и взял курс на Сан-Паулу, на его борту находились 6 членов экипажа и 181 пассажир.
В 18:54 BRST лайнер приземлился на ВПП №35L в аэропорту Конгоньяс в Сан-Паулу. После приземления самолёт не смог вовремя затормозить на недавно отремонтированной взлётной полосе, которая не была оборудована водосточными канавками, пилоты ничего не смогли сделать. На скорости около 170 км/ч рейс JJ3054 выкатился за пределы мокрой от дождя ВПП, перелетел через городскую автотрассу, расположенную рядом с аэропортом, и врезался в стоящие на противоположной стороне дороги здания; вначале лайнер врезался в ангар, в котором хранились грузы и небольшой запас авиатоплива авиакомпании TAM Express, и затем въехал в здание этой авиакомпании, где раздалось несколько мощных взрывов и начался сильный пожар. Лайнер полностью разрушился и сгорел, погибли 199 человек (все 187 человек в самолёте и ещё 12 на земле), ещё 13 человек на земле получили ранения различной степени тяжести.
Момент катастрофы (скольжение лайнера по ВПП и выкатывание) был зафиксирован камерами наблюдения аэропорта Конгоньяс. В Бразилии был объявлен 3-дневный траур.
Катастрофа рейса JJ3054 и произошедшая ранее катастрофа Boeing 737 над Мату-Гросу вызвали кризис в гражданской авиации Бразилии, который продолжался до января 2008 года.

## Расследование
Расследование причин катастрофы рейса JJ3054 проводил Национальный комитет по расследованию авиационных инцидентов (CENIPA).
На месте катастрофы были найдены оба бортовых самописца. Данные, полученные после расшифровки параметрического самописца, показали, что за 2 секунды до касания ВПП оба рычага управления двигателями находились в положении «полный газ». Несколько раз срабатывала сигнализация «Retard», которая рекомендовала пилотам уменьшить тягу двигателей — перевести рычаги управления двигателями в рекомендованное автопилотом положение или задействовать реверс. Впоследствии пилоты включили реверс только левого двигателя, поскольку правый реверс был отключён, чего оказалось недостаточно для нормального торможения самолёта на скользкой от дождя взлётной полосе. Различная тяга двигателей в совокупности с дополнительными факторами привели к потере экипажем управления и выкатыванию самолёта за пределы ВПП.
Окончательный отчёт расследования был опубликован 31 октября 2009 года.
CENIPA не удалось определить точную причину катастрофы. В ходе расследования рассматривались две версии катастрофы: техническая неисправность и ошибки экипажа. Но в официальном отчёте CENIPA указывается несколько причин катастрофы:
- Вследствие проливных дождей недавно отремонтированная взлётная полоса, не имеющая водосточных канавок, была мокрой и на ней собрались лужи, что привело к уменьшению коэффициента сцепления на ВПП.
- На самолёте работал только один реверс[* 3] (второй реверс был отключён для профилактических работ).
- Во время торможения правый двигатель работал на взлётном режиме, тогда как на левом был включён реверс тяги.

## Культурные аспекты
- Катастрофа рейса 3054 TAM Airlines показана в 11 сезоне канадского документального телесериала Расследования авиакатастроф в серии Катастрофа при посадке.
- Катастрофе рейса 3054 также посвящён мини-сериал «A Tragedy Foretold: Flight 3054», вышедший в апреле 2025 года на «Netflix».

### Комментарии
1. ↑  На момент катастрофы он также был в должности командира Airbus A320, но на рейсе JJ3054 он был в качестве второго пилота
2. ↑  Все погибшие на земле 12 человек также являлись гражданами Бразилии
3. ↑  Аппарат для обеспечения реверса тяги